# Mor skotu

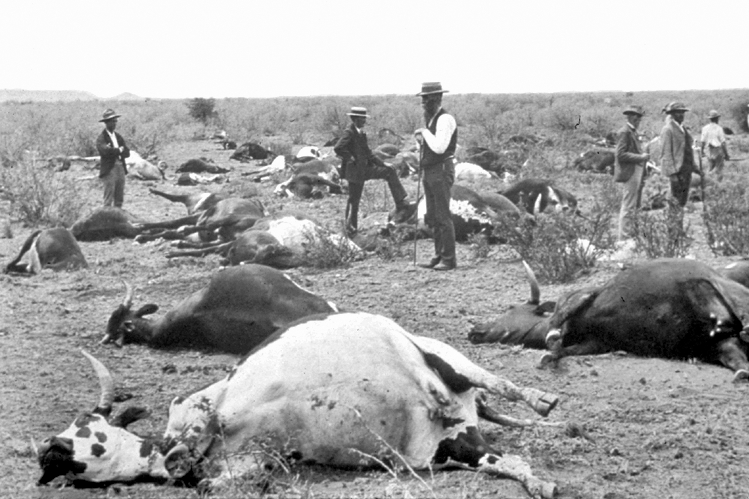
Epizootie dobytčího moru v Jižní Africe roku 1896

Mor skotu (Rinderpest) bylo akutní, vysoce nakažlivé virové onemocnění skotu, případně dalších zástupců z čeledí turovitých, jelenovitých a prasatovitých. Původcem je RNA virus z čeledi Paramyxoviridae. Mortalita je vysoká. V prvních fázích nemoci se objevuje horečka, průjem, malátnost, nechutenství, výtok z nosu a očí. V další fázi se na zarudlých, překrvených sliznicích objevují krváceniny, eroze až nekrózy.
V říjnu 2010 Organizace pro výživu a zemědělství (FAO) prohlásila, že mor skotu byl ve světě zcela vymýcen; Světová organizace pro zdraví zvířat vydala oficiální potvrzení o úplném vymýcení nemoci 25. května 2011.

## Virus
Rinderpest virus (RPV) patří do rodu morbillivirus, podobně jako virus psinky nebo moru malých přežvýkavců. Jedná se o virus s genomem jednovláknové RNA s negativní polaritou. Kapsida viru je obalená glykoproteinovým obalem.
Virus moru skotu se objevuje jen v jediném sérotypu, zahrnuje však řadu kmenů, které se liší svou patogenitou a hostitelskám spektrem.
Dlouhou dobu přežívá ve zchlazených či zmražených tkáních a orgánech.

## Onemocnění
Charakterizuje ho vysoká horečka (40–42 °C), závažné silné průjmy vedoucí k dehydrataci a následné smrti. Průjmy jsou nejprve vodnaté, později krvavé s příměsí fibrinu (difteroidní zánět). Zaznamenány byly také eroze až nekrózy v dutině ústní a hleno-hnisavý výtok z očí postižených zánětem spojivek.
Mortalita dosahuje až 90 %.
Morbidita onemocnění je téměř 100%.
Inkubační doba je 3 až 21 dní. Průběh onemocnění perakutní, akutní, subakutní nebo atypický.
Mezi patologické nálezy patří nekrotická ložiska na sliznici celého trávicího traktu.
Diagnostikovat lze virus pomocí PCR.

## Opatření
Terapie se neprovádí. V zemích s enzootickým výskytem moru skotu se v minulosti prováděla pravidelná vakcinace živou atenuovanou vakcínou.
V případě výskytu moru by následovala radikální likvidace všech nemocných zvířat, také podezřelých z nakažení i vnímavých v ohnisku onemocnění.

## Použitá literatura
- ŠTĚRBA O. Virové choroby spárkaté zvěře. Brno: VFU Brno, 1997.
- TREML A KOL. INFEKČNÍ CHOROBY ZVÍŘAT II virové a prionové infekce. Brno: VFU Brno, 2014. 96 s. ISBN 978-80-7305-705-3.